# Budipin
A budipin a Parkinson-kór elleni gyógyszer: hatékonyan csökkenti a betegséggel együttjáró remegést. Egy tanulmány monoterápiában hatékonyabbnak találta az amantadinnál.
Egy patkányokon végzett kísérlet szerint a topiramát budipinnel együtt adva sikerrel szüntette meg a mesterségesen kiváltott, önfenntartó status epileptikust(en), míg ugyanerre egyedül egyik szer sem volt képes még nagy dózisban sem.
Egy másik, emberi kísérletben a budipin hatékonynak bizonyult cluster-fejfájás kezelésében.

## Hatásmód
A szer működésmódja nem teljesen ismert. Az biztos, hogy a muszkarinerg(en) és NMDA-receptor(en) antagonistája. Több tanulmány cáfolja azt a korábbi feltételezést, hogy a budipin serkenti a dopamin előállítását ill. a dopaminerg(en) jelátvitelt az agyban.
Egy másik tanulmány ugyanakkor azt feltételezi, hogy elősegíti a nem-dopaminerg jelátvitelt, ezzel is javítva a Parkinson-kórban szenvedő betegek állapotát.

## Adagolás
A szer csak 18 éven felülieknek adható. A kezdő adag napi 3×10 mg, amit egy hét után lehet 3×20 mg-ra emelni. A budipint étkezés után, bő folyadékkal kell bevenni. A klinikai próbák során ennél magasabb adagot nem vizsgáltak. Ugyancsak nem vizsgálták a napi 3×10 mg-nál nagyobb adag hosszú távú hatásait.

## Készítmények
A nemzetközi gyógyszerforgalomban:
- Parkinsan (hidroklorid formában)

Magyarországon nincs forgalomban.